# Розбірливий жених
«Розбірливий наречений» (рос. «Разборчивый жених») — російський радянський художній фільм кінорежисера Сергій Мікаеляна, знятий у 1993 році. Прем'єра фільму відбулася у вересні 1993 року.

## Зміст
Діма і Катя зустрілися випадково і зрозуміли, що жити один без одного вони вже не можуть. На жаль, Катя заручена і змушена виїхати з нареченим у Неаполь. З часом Діма розуміє, що існування без тієї самої і єдиної він більше не може зносити, тому вирушає в круїз із зупинкою в Італії. За підтримки друзів він повинен відвоювати своє кохання.

## Ролі
- Олександр Ликов — Діма
- Юлія Меньшова — Катя
- Анна Матюхіна — Вета
- Олександр Блок — Андрій
- Сергій Виборнов — Гоша
- Тетяна Чокой — Поліна Василівна, прабабуся Каті
- Ольга Самошина — Лідія Петрівна
- Марина Солопченко — поетеса
- Ірина Лазарева — Тоня
- Ірина Сабанова — Зіна
- Любов Тищенко — вихователька
- Валентин Букін

## Знімальна група
- Режисер: Сергій Мікаелян
- Сценарист: Сергій Мікаелян
- Оператор: Едуард Розовський
- Художник: Борис Бурмістров
- Композитор: Юрій Лоза